# Lablab
Lablab es un género  de plantas con flores perteneciente a la familia Fabaceae. Comprende 26 especies descritas y de estas, solo 2 aceptadas.

## Descripción
Son enredaderas perennes, con tallos pilosos. Hojas pinnadamente 3-folioladas, con tintes morados; folíolos ovado-trulados, ápices acuminados y bases atenuadas, estipelas subuladas; pecíolos más largos que los folíolos, glabrescentes, estípulas triangulares, sin apéndice basal, extendidas. Inflorescencias pseudoracimos, axilares, nudoso-glandulares, pedicelos cortos, brácteas ovadas, 4 mm de largo, caducas, bractéolas ovadas, 4 mm de largo, subpersistentes, flores 1.6–1.9 cm de largo, violáceas, rosadas o blancas; cáliz campanulado, 7 mm de largo, con los dientes superiores casi soldados; estandarte oblongo con 2 callosidades prominentes en la cara interna, quilla incurvada en ángulo recto; estambres 10, diadelfos, el vexilar libre con una protuberancia basal; ovario 3–6-ovulado, con disco tubular en la base, estilo incurvado, dilatado en el ápice y con brocha adaxial, estigma apical y deprimido transversalmente. Legumbres oblongas a oblongo-falcadas, 5–8 cm de largo y 1.5–2.5 cm de ancho, rostradas, a veces con verrugas, con tintes morados, dehiscentes, valvas cartáceas; semillas 2–5, ovoides, comprimidas, 5–17 mm de largo y 4–6 (9.5) mm de ancho, blancas o rojas a negras, hilo lanceolado, estrofíolo blanco, conspicuo.

## Taxonomía
El género fue descrito por Michel Adanson y publicado en Familles des Plantes 2: 325. 1763.

## Especies aceptadas
A continuación se brinda un listado de las especies del género Lablab aceptadas hasta agosto de 2014, ordenadas alfabéticamente. Para cada una se indica el nombre binomial seguido del autor, abreviado según las convenciones y usos.	
- Lablab prostrata R.Br.
- Lablab purpureus (L.) Sweet